# 植木致一
植木 致一（うえき ちいち、1849年5月5日（嘉永2年4月13日） - 1906年（明治39年）8月16日）は、日本の政治家、衆議院議員（1期）。

## 経歴
丹波国氷上郡和田村(のち兵庫県氷上郡和田村→山南町、現・丹波市)生まれ。1872年、豊岡県教員伝習所(のち兵庫県師範学校、現・神戸大学教育学部)卒。農業を営み、和田村成章小学校教員兼校長、兵庫県会議員、氷上郡蚕糸業組合長、兵庫県茶業組合会議員、和田村長、同村会議員、町村組合会議員となる。
1898年3月の第5回衆議院議員総選挙において兵庫3区から自由党公認で立候補したが38票差で落選。同年8月の第6回衆議院議員総選挙では憲政党公認で立候補して当選した。衆議院議員を1期務めたが、1901年に議員を辞職した。1906年に死去した。